# 伍德朗 (馬里蘭州佐治王子縣)
伍德朗（英語：Woodlawn）是位於美國馬里蘭州佐治王子縣的一個普查規定居民點。

## 人口
根據2020年美國人口普查的數據，伍德朗的面積為2.97平方千米，當中陸地面積為2.96平方千米，而水域面積為0.01平方千米。當地共有人口7541人，而人口密度為每平方千米2,539.06人。